# Orisha

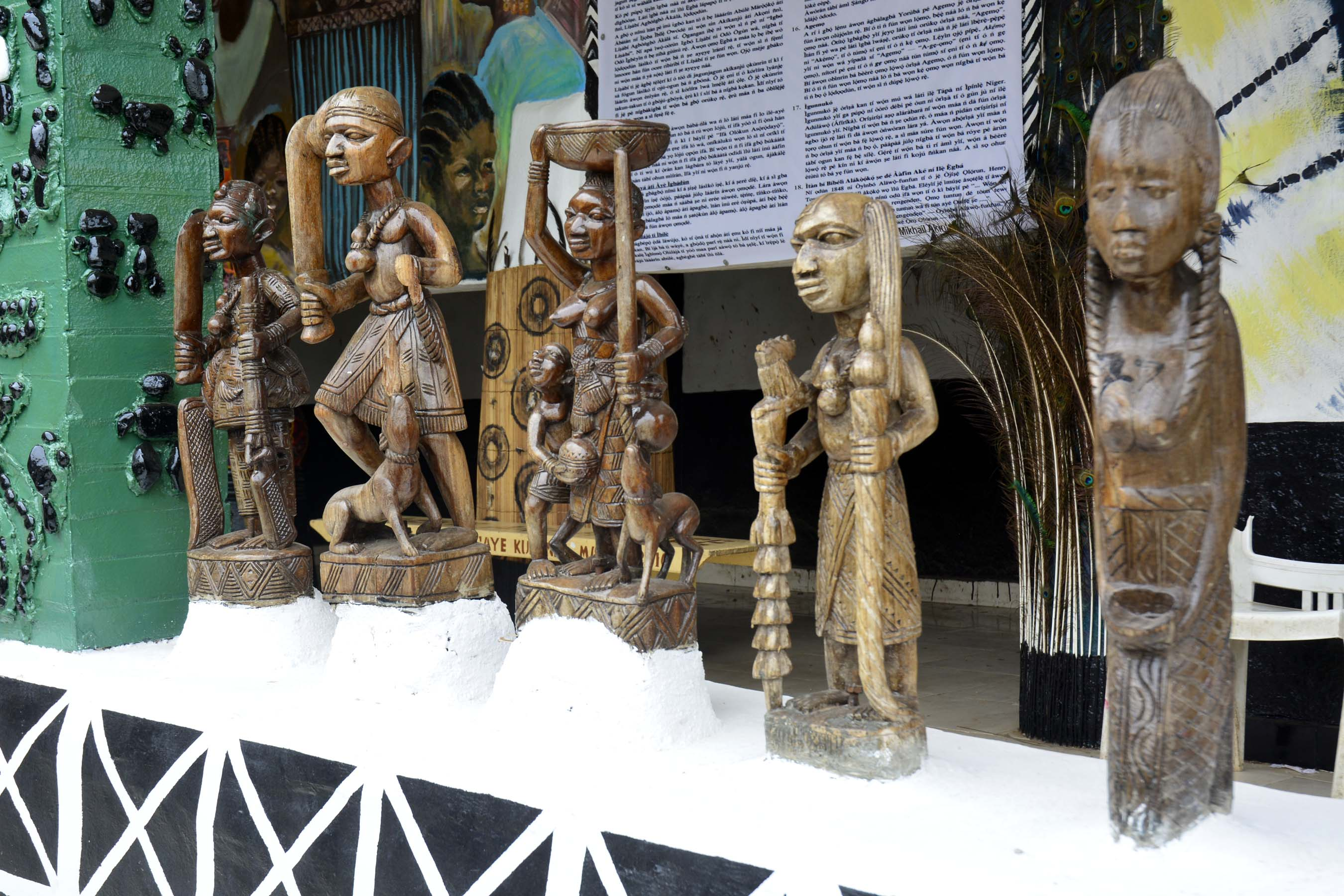
Esculturas Orishas en el Palacio del Rey, ubicado en Abeokuta, Nigeria.

Los orishas (singular: orisha) son espíritus que desempeñan un papel fundamental en la religión yoruba de África occidental y en varias religiones de la diáspora africana que derivan de ella, como la santería cubana y puertorriqueña y el candomblé brasileño. La grafía preferida varía según la lengua de que se trate: òrìṣà es la grafía en lengua yoruba, orisha, orishá, orixá u orichá la utilizada en los países de habla hispana, y orixá en portugués.
Según las enseñanzas de estas religiones, los orishas son espíritus enviados por el creador supremo, Olodumare, para asistir a la humanidad y enseñarle a tener éxito en la Ayé (Tierra). Arraigados en la religión nativa del pueblo yoruba, se dice que la mayoría de los orishas existieron previamente en el òrún - el mundo espiritual - y luego se convirtieron en Irúnmọlẹ̀ - espíritus o seres divinos encarnados como humanos en la Tierra. Los Irúnmole adoptaron una identidad humana y vivieron como humanos ordinarios en el mundo físico, pero como tenían su origen en lo divino, tenían una gran sabiduría y poder en el momento de su creación.
Algunos creyentes y practicantes de la religión de Ifá, donde se origina el sistema del panteón de orishas, creen que los orishas son una clase diferente de seres divinos que se deificaron, divinizaron o transformaron tras su salida de su estado humano en la Tierra. Estos practicantes creen que los orishas fueron seres humanos ordinarios que fueron deificados tras su muerte debido a las vidas que llevaron, su destacado crecimiento espiritual y las extraordinarias hazañas realizadas en sus vidas mientras estaban en la Tierra.
Los orishas llegaron a América como resultado del comercio de esclavos en el Atlántico y ahora se expresan en prácticas tan variadas como la santería, el candomblé, el orisha Trinidad, la umbanda y el oyotunji, entre otras. El concepto de òrìṣà es similar al de las deidades en las religiones tradicionales del pueblo Bini del Estado de Edo, en el sur de Nigeria, el pueblo Ewé de Benín, Ghana y Togo, y el pueblo Fon de Benín.

## Historia y doctrina
Los fundamentos de la religión yoruba pueden rastrearse en los inicios de la historia africana. Lo que actualmente se conoce es un compendio o sincretismo de varios cultos regionales que se han ido fundiendo a través de las distintas corrientes de invasiones y conformaciones de estados.
La nación yoruba tiene sus inicios en la fundación de la ciudad estado de Ilè Ifè. Al transcurrir los siglos, esta fue expandiéndose hasta absorber los pequeños reinos y estados que la rodeaban.
Así, al panteón original de Ilè Ifè fueron sumándose distintas deidades locales de las naciones circundantes.
Según las tradiciones yorubas, Ilè Ifè fue fundada por un mítico rey llamado Oduduwa, también denominado Obalufe (rey del pueblo de Ifè) de acuerdo con Ademola Iyi-eweka, investigador de la cultura edo (Benín). Probablemente Oduduwa sea el mismo Ekaladerhan, un príncipe edo que escapó de la ciudad de Benín (en Nigeria) a la muerte de su padre para refugiarse en Ilè-Ifè. Sus hijos y descendientes formaron una dinastía de reyes que fueron divinizados y posteriormente transformados en orishas.
Como en las tradiciones griegas antiguas, los orishas fueron seres mortales que por alguna razón devinieron en seres divinos, deidificados por su pueblo en virtud de actos notables en vida. De hecho, la semejanza entre las leyendas griegas y yorubas son numerosas.
Es de mencionar que casi todos los orishas fueron en vida reyes de la nación yoruba, grandes guerreros y reformadores de la civilización.
En cuanto al dogma y doctrina, la religión tradicional tiene sus pilares en la creencia en la reencarnación, en la evolución espiritual de las almas y el descanso final de las almas en Orun (plano o mundo espiritual).
Orì, la porción o destello de divinidad que habita en todo ser y que reside en la cabeza, es previo conocedor de su destino. Es quien elige dónde y cuándo ha de reencarnarse. Al nacer el niño, Ori ocupa su lugar, dándole fuerza a Awa (el alma, que, como en otras religiones, es el soplo de vida y fuerza vital del ser).
Una vez vivo el ser, comienza a desandar el camino para cumplir con su destino, camino que puede ser alterado por las osogbo (fuerzas negativas) o irè (suerte o fuerzas positivas).
Dentro de la religión yoruba es fundamental el sistema adivinatorio, que es utilizado para descubrir el destino del consultante, qué inclinación presenta (hacia irè o hacia osogbo) y qué agrados o sacrificios se pueden realizar para corregir esas inclinaciones.
La religión yoruba sostiene hoy que es eminentemente monoteísta, siendo Oloorun (dios) el creador y señor del universo, y los orishas los equivalentes a los santos católicos, intermediarios ante Dios de los hombres.

### Introducción en América
La religión yoruba fue traída al Nuevo Mundo durante el maafa (trata de esclavos africanos) de distintas identidades étnicas de África Occidental. Las creencias religiosas de los yorùbános fueron las más populares entre las expresiones espirituales de las poblaciones africanas de América, debido a que un gran número de ellos fueron capturados y vendidos como esclavos. También cabe aclarar que durante el periodo de esclavitud su culto se debió ocultar en un sincretismo religioso para que sus amos no los castigaran, ya que tenían prohibido ejercer su religión (considerada diabólica por los conquistadores).

### Variedades
Esta religión o mezcla de tradiciones religiosas se ha expandido por todo el mundo en distintas variedades («linajes espirituales») que incluyen la santería, la umbanda (lukumí), el candomblé y el batuque. En el caso de México, es combinado con creencias politeístas tanto autóctonas como mezcladas con el catolicismo. Sin embargo, en los últimos años ha surgido una tendencia a retomar las creencias originales de la religión yoruba.
Esas variedades se practican en distintas áreas de Brasil, Colombia, Cuba, Estados Unidos, Panamá, Puerto Rico, Trinidad y Tobago, Venezuela y con menor presencia en Argentina, México, Paraguay y Uruguay. A medida que crece el interés en los sistemas religiosos africanos, se pueden encontrar comunidades de la religión de los orishas en Europa y también en Asia. Se calcula que hay más de un millón de seguidores de esta tradición espiritual en todo el mundo.

## Panteón yoruba
- Olodumare, Dios Supremo. Creador del Universo, no está en contacto directo con la realidad humana.
- Olorun, Manifestación de Olodumare, en contacto con la realidad humana.
- Olofin, manifestación de Olodumare en contacto directo con los humanos, del cual se desprende la energía espiritual primordial. Conocido también como Igba Odun, es la energía femenina de Olodumare.
- Òrunmílà, Orisha el Destino, Testigo de la Creación y dueño del oráculo de Ifá, el cual usa para aconsejar al resto de las divinidades y los hombres.
- Exu, la contracara de Olodumare. No se conoce su principio y co-habitaba junto a este en el comienzo de los tiempos, representando la oscuridad o el vacío del Universo. Es la energía primordial del movimiento y el Caos en el universo, que provoca el desequilibrio que hace posible los cambios y la evolución.
- Elegba, Elegua o Elegbára. Es un camino o manifestación de Exu, en contacto directo con los humanos, dueño de los caminos que llevan a los hombres a su destino; es muy travieso y su nombre significa "Dueño de la rata veloz". Es quien se encarga de castigar a quienes no cumplen las reglas establecidas por Orixa o a quienes no hacen las ofrendas prescriptas. Es quien abre todas las puertas hacia la felicidad y la prosperidad pero también hacia el fracaso y el caos. Es el orisha mensajero del resto de las divinidades y el primero en ser adorado y atendido en el panteón.
- Ògún, Orisha de la guerra. Señor de los metales (principalmente el hierro) y la herrería. Orisha del trabajo y la fuerza física, protector de los hombres que utilizan herramientas para proveer comida, seguridad e incluso salud (cirujanos) a los hombres.
- Òṣóòsì, Orisha de la caza y las leyes de los hombres, rige en las prisiones y los juzgados. Por ser proveedor de alimento se lo relaciona a la abundancia.
- Oxum, Divinidad del amor y del río, que lleva su mismo nombre, asociada también con la riqueza, las joyas, la belleza y la fecundidad femenina. Es el equivalente de la diosa Afrodita para los yorùbános.
- Oshalá, Orisha de la paz, la pureza y el orden. Es el más viejo del panteón, considerándoselo a su vez el más sabio de todos. Rige sobre las cabezas y provee de buena salud y tranquilidad. Es el protector de aquellos que nacen con alguna deformidad o incapacidad física o mental.
- Shàngó, Orisha del trueno, la justicia, la sexualidad y la belleza masculina. Es dueño del baile y es considerado como el Rey del panteón.
- Yèmọja, Orisha de la maternidad y la fecundidad. En Nigeria se la relaciona con el río, mientras que para los Egbado y la diáspora en América se la relaciona con el mar.
- Oya, también Iansa, Orisha de los vientos y las tempestades. También rige a los muertos. Los Egbado la llaman Yànsán o Iyàmesán.
- Aganjú, Orisha de los volcanes. Dueño del magma.
- Odùdúwà, Orisha que rige los secretos de la muerte.
- Òlóòkun, Orisha del mar (es equivalente al dios Neptuno para los yorùbános).
- Obà(o)'lú'àiyé, Orisha de las enfermedades, también conocido como Babalúaiyé, Sànpónnà y Omolu, entre otros nombres. Es el protector de los mendigos y los enfermos.
- Òriṣa Oko, Orisha de la tierra y la agricultura.
- Erinlè, médico y adivino, también conocido como Inle o Ìrinlè.
- Yéwà, Orisha de la castidad femenina y los sentimientos lúgubres. Rige también sobre los muertos.
- Òbà, divinidad del comercio y la fidelidad conyugal. Es la más inteligente del panteón y quien enseñó al resto de los Orishas el uso de las armas. Es la Atenea de los yorubas. También se la relaciona, sobre todo en América, con el sacrificio y el sufrimiento por el ser amado.
- Òsányìn, Orisha de las plantas y la naturaleza.
- Ìbejì, orishas de la buena fortuna, son dos hermanos gemelos protectores de los niños y en especial de los que nacen en partos múltiples.
- Nàná Burúkú, Orisha de los pantanos, la venganza y la tranquilidad. Es la gran abuela de la tradición.
- Ìrokò, divinidad del árbol africano que lleva el mismo nombre.
- Òge, Orisha del ganado, muy relacionado con Shango, con el cual vive.
- Òkè, Orisha de las montañas y las cumbres altas, encargado de extraer el Ashe para los hombres.
- Àbatà. Esta divinidad es la esposa de Erinle, quien es dueña de la arena del río.
- Aña (àyán), divinidad de los tambores.
- Bóròmũ y Bóròsiá. Orishas guardianes de los secretos de Oduduwa, relacionados con los huesos y el cuerpo mortal de los difuntos.
- Yembó o Yemú, divinidad femenina. Es la mujer de Obàtálá y a veces se le considera un camino de Yemaya. Es la madre de la mayoría de las divinidades.
- Ori, deidad que nace con el ser humano antes de este tener conciencia propia. Es el mayor de todos los Orishas.
- Dada Ajaka: Orisha masculino, hermano y enemigo de Shango. Su culto no está arraigado en América.
- Dada Igbañi: Orisha de los vegetales. Hermana de Shango, es quien lo cría y vive con el.
- Aje shalunga: Orisha de la riqueza monetaria. Sus favores no pueden ser comprados por los hombres, otorgándole riqueza extrema a quien él desea, sea o no devoto suyo.
- Aroni, divinidad que vive en los montes y trabaja con las hierbas. Tiene una sola pierna y se cree que es el mensajero de Òsànyìn.
- Ayao: Orisha del desierto, hermana menor y mensajera de Oya.
- Olosa, divinidad de las lagunas.
- Òròiná, el fuego del centro de la tierra.
- Oshumare (òsùmààrè), Orisha andrógino. La mitad del año es hombre y la otra mitad es mujer. Se le representa con una cobra. Divinidad del cielo y el arcoíris. Representa la comunión entre el cielo y la tierra, los cambios bruscos, los extremos, lo oculto y lo inesperado.
- Iku. No es un Orisha propiamente dicho, sino que es la personificación de la muerte.

Los yoruba también veneran a sus egungun (ancestros).

### Lecturas recomendadas
- Charles Spencer King traducido por Gabriel Ernesto Arévalo Luna, IFA Y Los Orishas: La religión Antigua de la Naturaleza. ISBN 1-46102-898-1
- Bascom, William, Sixteen Cowries (‘Dieciséis monedas de caparazón de cauri’).
- Fama, Jefe, Fundamentals of the Yoruba Religion (Orisá Worship) (‘fundamentos de la religión yoruba (adoración de orisás)’).
- Houk. James T., Spirits, Blood, and Drums: The Orisha Religion of Trinidad (‘espíritus, sangre y tambores: la religión orishá de Trinidad’), Temple University Press, 1995.
- Karade, Baba Ifa, The Handbook of Yoruba Religious Concepts.
- Cultura y Religiosidad Jeje-Nago de bàbá Osvaldo Obàlufón Omotobàtálá
- Mason, John, Black Gods - Orisa Studies in the New World (‘dioses negros: estudios orishá en el Nuevo Mundo’).
- O'Brien, David M., Animal Sacrifice and Religious Freedom: Church of the Lukumi Babalu Aye v. City of Hialeah
- Cañizares, Raúl, Cuban Santeria
- Egun en el Culto de Nación, de bàbá Osvaldo Omotobàtálá
- Orixás, de Pierre Verger
- Umbanda Religión por Yyalorixa Claudia Ti Oya Nike
- Pataki (Leyendas y misterios de los orishas africanos) Julio García-Cortez, Universal, Miami, 1980.